# 广东盆距兰
广东盆距兰（学名：Gastrochilus guangtungensis）为兰科盆距兰属下的一个种。

## 扩展阅读
- 維基物種上的相關：广东盆距兰